# Henri Gouraud (comandante militar)
Henri Joseph Eugène Gouraud (Paris, 17 de Novembro de 1867 – Paris, 16 de Setembro de 1946) foi um general francês, mais conhecido pela sua liderança do quarto exército francês no final da Primeira Guerra Mundial.

## Vida inicial
Henri Gouraud nasceu na Rue de Grenelle, em Paris, em 17 de Novembro de 1867, do doutor Xavier Gouraud e Mary Portal, o primeiro de seis filhos. A família Gouraud veio originalmente de Vendeia, mas partiu durante a Revolução Francesa para Angers, e depois para Paris. Gouraud foi educado em casa e no Colégio Stanislas de Paris. Sua decisão por uma carreira militar foi, como muitos franceses de sua geração, motivada pela derrota francesa na Guerra Franco-Prussiana (1870–1871).
Gouraud entrou na Academia Militar Saint Cyr em 1888 como parte da promoção "Grand Triomphe", um nome bem escolhido, pois incluía 60 futuros generais. Ele se formou em 1890 e se juntou ás Troupes de marine. Ele esperava ser destacado para o exterior pois as Troupes de marine serviram no Império colonial francês, mas o seu pai opôs-se porque temia que os fuzileiros navais fossem uma má influência para o seu filho. Gouraud respeitou o desejo de seu pai e foi colocado no 21º Regimento de Chasseur Foot em Montbéliard.

## África
Henri Gouraud foi destacado em 1894 para o Sudão Francês. Ele desenvolveu uma reputação como um comandante efetivo, se bem que sortudo. Em 1898, ele foi ordenado a dirigir uma das várias unidades que combatiam Samori, o líder da resistência que lutava contra os franceses há mais de uma década. Empurradas para as terras altas ao sul do vale do Rio Níger por uma série de derrotas anteriores, as forças de Samori foram derrotadas no decorrer do ano. Em 29 de Setembro de 1898, a unidade de Gouraud tropeçou no acampamento de Samori e o capturou. Mais importante, marcou o fim do último grande estado que se opunha ao colonialismo francês no Ocidente.
A captura de Samori fez de Henri Gouraud uma figura célebre na França, ao mesmo tempo em que os nacionalistas se recuperavam do revés contra os britânicos em Fachoda. O jovem capitão foi festejado nos mais altos círculos políticos de Paris, onde foi apresentado a poderosos empresários e políticos com interesses no projeto colonial. Entre eles estavam Auguste d'Arenberg e Eugène Étienne, futuros fundadores do que foi chamado de "parti colonial". Graças ao patrocínio do "parti colonial", Henri Gouraud seguiu uma carreira pela África francesa pelos próximos quinze anos, com destacamentos no Níger, Chade e Mauritânia. Em 1907, foi promovido a coronel e comissário do Governo geral da Mauritânia, onde liderou uma campanha contra as tribos beduínas que ameaçavam o transporte entre as colônias de Marrocos e a África Ocidental Francesa.
Em 1911, depois de frequentar o centre des hautes études militaires em França, o coronel Gouraud estava estacionado em Marrocos, onde foi promovido a general de brigada, a serviço de Lyautey. Ele foi colocado no comando da região militar de Fez, e de 1914 a 1915 no comando de todas as tropas coloniais francesas no oeste do Marrocos.

## Primeira Guerra Mundial
Em meados de 1915 ele serviu como comandante do Corpo Expedicionário Francês que estava comprometido na Campanha de Dardanelos. Ele foi ferido em 30 de Junho e, posteriormente, perdeu o braço direito. De Dezembro de 1915 a Dezembro de 1916 e de Junho de 1917 até ao final da guerra, ele comandou o Quarto Exército na Frente Ocidental, onde ganhou distinção por seu uso de defesa elástica durante a Segunda Batalha do Marne. Em 22 de Novembro de 1918, ele entrou na cidade de Estrasburgo, derrubando o governo Soviético que havia sido proclamado lá em 11 de Novembro de 1918.

## Mandato Francês para a Síria e o Líbano

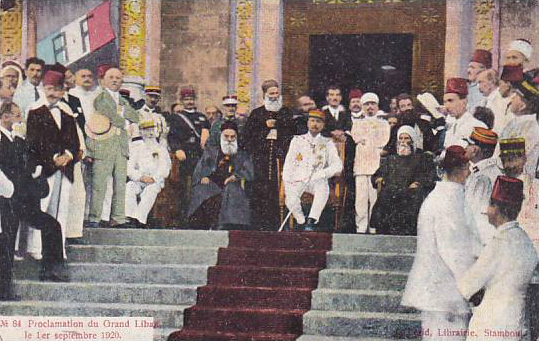
Proclamação do estado do Grande Líbano, Gouraud com o Grande Mufti de Beirute Sheikh Mustafa Naja, e á sua direita o Patriarca Maronita Elias Peter Hoayek.

Depois da guerra, Gouraud serviu de 1919 a 1923 como representante do Governo Francês no Oriente Médio e como comandante do exército francês do Levante. Como comandante das forças francesas durante a Guerra Franco-Turca, ele presidiu a criação dos mandatos franceses na Síria e no Líbano. Após a implementação do Acordo Sykes-Picot de 1916, que dividiu os remanescentes ocupados do Império Otomano entre a França e a Grã-Bretanha, Gouraud comandou as forças enviadas para reforçar a divisão Francesa do Levante.
Entre 20 de Janeiro e 10 de Fevereiro de 1920, as tropas de Gouraud foram transferidas para o norte para apoiar as forças na Guerra Franco-Turca. Gouraud dirigiu a supressão de uma ascensão das Forças Nacionais Turcas na Batalha de Marash, que levou à retirada das tropas francesas de volta à Síria.

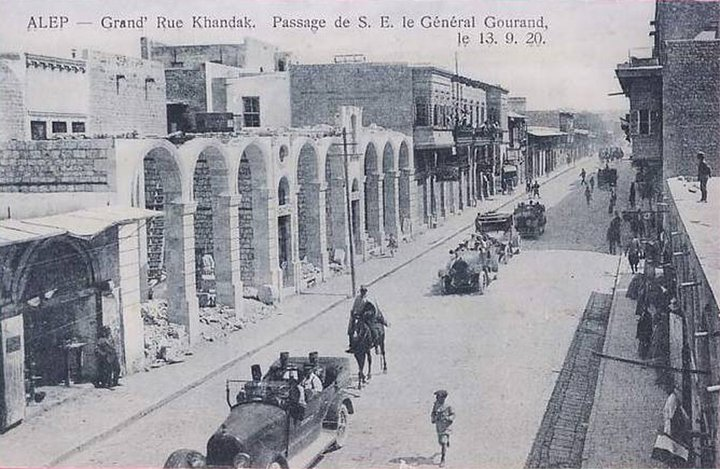
General Gouraud atravessando a rua al-Khandaq em 13 de Setembro de 1920, Alepo

Lá, a tentativa contínua de Gouraud de controlar o Rei Faiçal chegou ao auge. Gouraud liderou as forças francesas que esmagaram a monarquia de curta duração do Rei Faiçal na Batalha de Maysalun em 23 de Julho de 1920, ocuparam Damasco, derrotaram as forças da Revolução Síria e estabeleceram o Mandato Francês da Síria. Esses territórios foram reorganizados várias vezes pelos decretos de Gouraud, sendo o mais famoso a criação do Estado do Grande Líbano em 1 de Setembro de 1920. Gouraud tornou-se o Alto Comissário Francês na Síria e no Líbano, chefe efetivo do governo colonial lá.
Ele é lembrado no Levante principalmente por esse papel e por uma anedota atribuída que o retrata como o epítome do triunfalismo ocidental no Oriente Médio. Após a Batalha de Maysalun, Gouraud teria ido ao túmulo de Saladino, chutado-o e dito: "Desperta, Saladino. Nós voltamos. Minha presença aqui consagra a vitória da Cruz sobre o Crescente".
A administração de Gouraud na Síria emprestou muito de seu tempo quando jovem, trabalhando sob Lyautey em Marrocos, onde a política colonial se concentrava no controle do país através da manipulação de tribos, Sufis e as populações rurais berberes. Na Síria, isto tomou a forma de administrações separadas para as comunidades drusa e alauíta, com o objetivo de dividir os seus interesses daqueles dos nacionalistas urbanos.
Particularmente impopular após a tomada Francesa de Damasco, o herói folclórico Adham Khanjar do Sul do Líbano encenou uma tentativa fracassada contra a vida de Gouraud em 23 de Junho de 1921.

## Anos depois

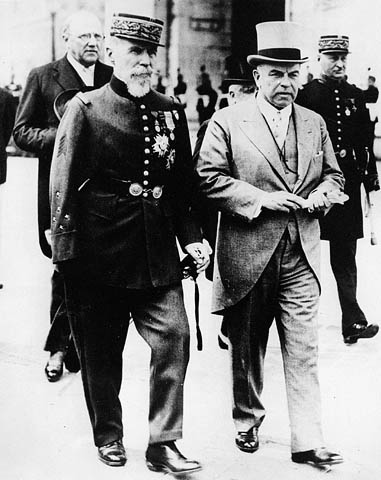
Gouraud, como Governador Militar de Paris, escoltando o Primeiro-Ministro Canadiano William Lyon Mackenzie King ao Túmulo do Soldado Desconhecido no Arco do Triunfo

.Em 1923, ele regressou à França, onde foi Governador Militar de Paris de 1923 a 1937. Ele também serviu no Supremo Conselho de Guerra dos Aliados de 1927 até sua aposentadoria em 1937. O General Gouraud morreu em Paris em 1946.

## Condecorações
- Legião de Honra
  - Cavaleiro (18 de Outubro de 1898)
  - Oficial (31 de Maio de 1904)
  - Comandante (11 de Julho de 1909)
  - Grande Oficial (10 de Agosto de 1914)
  - Grande Cruz (28 de Dezembro de 1918)
- Medalha militar (10 de Julho de 1915)
- Cavaleiro Honorário da Grande Cruz da Ordem de São Miguel e São Jorge (Reino Unido, 27 de Agosto de 1915)
- Croix de guerre 1914–1918
- Medalha da Vitória Interaliada
- Medalha de guerra comemorativa de 1914–1918
- Medalha comemorativa da Síria-Cilícia
- Medalha Colonial Francesa com barras "Sénégal et Soudan" "Maroc" e "Mauritanie et Adrar"
- Grande Cordão da Ordem dos Santos Maurício e Lázaro (Itália)
- Comandante da Ordem de Nichan El-Anouar (Tunísia)
- Comandante do Nichan Iftikhar (Tunísia)
- Medalha de Serviço Distinto (EUA)
- Ordem do Leão Branco (Checoslováquia)

## Trabalhos publicados
- La Pacification de Mauritanie. Journal des marches et opérations de la colonne de l'Adrar, 1910;
- Souvenirs d'un Africain, Au Soudan, 1939;
- Zinder-Tchad. Souvenirs d'un Africain, 1944;
- Mauritanie-Adrar, 1945;
- Au Maroc, 1946.

## Legado
- Paris tem a Place du Général-Gouraud no 7º arrondissement.
- Uma estátua comemorativa do Général Gouraud está num jardim perto do Hôtel des Invalides.
- Uma árvore maciça de cedro perto da cidade de Ifrane na Cordilheira do Atlas em Marrocos tem o nome do General; o Cedro Gouraud é considerado como tendo mais de 800 anos de idade e foi "descoberto" pelas tropas de Gouraud durante a campanha francesa contra a resistência anti-colonial no Planalto de Timahdite nos anos 1917–19.[8] Além disso, a Floresta do Cedro Gouraud na cadeia montanhosa do Médio Atlas recebeu o nome de Gouraud; esta floresta é um dos poucos habitats remanescentes do Macaco-berbere ameaçado de extinção.[9]
- A Rua Gouraud no distrito de Achrafieh de Beirute tem o nome do General.